# هغینه چوپیکیان
هغینه چوپیکیان (ارمنی: Հեղինե Չոփիկյան؛ زادهٔ ۹ آوریل ۲۰۰۰) بازیکن فوتبال در پست هافبک اهل ارمنستان است.

## باشگاهی
از باشگاه‌هایی که در آن بازی کرده‌است می‌توان به باشگاه فوتبال زنان آلاشکرت و باشگاه فوتبال زنان پیونیک اشاره کرد.

## تیم ملی
وی همچنین در تیم ملی فوتبال زنان ارمنستان بازی کرده‌است. 